# Henri Cissac
Henri Cissac, francoski dirkač, * 1877, Ivry-sur-Seine, Val-de-Marne, Francija, † 7. julij 1908, Dieppe, Francija.
Henri Cissac se je rodil leta 1877 v francoskem mestu Ivry-sur-Seine, Val-de-Marne. Dirkaško kariero je začel kot motociklistični dirkač, kasneje pa se je preusmeril v avtomobilsko dirkanje. 7. julija 1908 se je na dirki za Veliko nagrado Francije smrtno ponesrečil, ko je zaradi odpadlega kolesa njegov dirkalnik Panhard-Levassor prevrnilo in je obstal obrnjen na glavo. Pri tem sta umrla tako Cissac, kot tudi mehanik sovoznik Schaub. To je bila prva smrtna nesreča na dirkah za Veliko nagrado. 